# Акназарова, Роза Корчубековна
Роза Корчубековна Акназарова (род. 6 декабря 1955 год, село Янги-Базар, Чаткальского района, Джалал-Абадской области) — киргизский политический деятель, депутат Жогорку Кенеша 5-го созыва Кыргызской Республики. С 2001 по 2005 годы возглавляла Министерство труда и социальной защиты Кыргызской Республики. Доктор экономических наук. Профессор. Заслуженный экономист Кыргызской Республики.

## Ранние годы
Родилась 6 декабря 1955 года в селе Янги-Базар Чаткальского района Джалал-Абадской области. Её отец, Корчубек Акназаров, был партийным работником, Героем Социалистического Труда. В июне 2000 года его имя присвоено средней школе села Чолпон Кочкорского района Нарынской области.
Из-за работы отца часто меняла школы — пошла в первый класс в Ак-Талинском районе, училась в Джумгале и окончила среднюю школу в Кочкорском районе. В детстве она занималась спортом, интересовалась музыкой, брала уроки фортепиано. Интересуясь танцами, она была отобрана артистами из Ленинграда для обучения балету. Однако мать отказалась её отпускать.

## Образование
В 1978 году Роза Акназарова окончила Киргизский государственный университет имени 50-летия СССР по специальности «экономист». Училась там по стипендии имени Карла Маркса, с 1981 по 1985 год училась в аспирантуре Всесоюзного научно-исследовательского института экономики сельского хозяйства в Москве.

### Международный опыт
- 1992 г. — Стажировка по макроэкономике. Вена, Австрия.
- 1993 г. — Курсы по макроэкономике и финансовой политике г. Вена, Австрия.
- 1994 г. — Стажировка в банке Японии, г. Токио.
- Курсы по введению нового плана счетов бухучета г. Вена, Австрия.
- Стажировка по бухучету, г. Вашингтон США.
- 1994 г. — Семинар по бухучету, г. Алматы, Казахстан.
- 1995 г. — Курс реструктуризации банков. Париж, Франция.
- 1997 г. — Банковский форум. Лондон Англия.
- 1999 г. — Международная конференция АБР — «Опыт развития пенсионных фондов». Манила Филиппины.
- Международная конференция, МАСО, Люксембург.
- Международная конференция ПРООН по гендерному равенству, Бангкок, Таиланд.

## Трудовая деятельность
Трудовую деятельность Роза Акназарова начала в 1978 году ассистентом кафедры политической экономии Фрунзенского политехнического института. Затем работала старшим научным сотрудником сектора размещения и специализации с/х производства КГНИИ экономики и организации с/х производства МСХ Киргизской ССР., а затем заведующей сектором. С 1992 по 1996 год возглавляла отдел анализа и организации экономической работы Национального банка КР. В 1996 году была директором Агентства по реорганизации банков и реструктуризации долгов (ДЕБРА) при Национальном банке Кыргызской Республики, директором жилищного фонда при Национальном Банке. С 1999 по 2000 год была председателем Социального фонда Кыргызской Республики.
В 2000 году Роза Акназарова была избрана депутатом Жогорку Кенеша и возглавила комитет Законодательного собрания. С 2001 по 2005 год Роза Акназарова возглавляла Министерство труда и социальной защиты Кыргызской Республики. Также она была депутатом Бишкекского горсовета и председателем территориальной депутатской группы Первомайского района. Председатель Социал-демократической партии «Эл Ынтымагы». В 2010 году вступила в политическую партию «Республика».
С 2010 по 2015 год избиралась депутатом Жогорку Кенеша 5 созыва, была заместителем председателя Комитета по науке и образованию. С февраля 2012 стала Членом Комитета по образованию, науке, культуре и спорту. Она также была председателем Экономического комитета Парламентской ассамблеи ОБСЕ и членом Бюро. В 2015 году Акназарова выступила инициатором и координатором конференции на тему «Роль парламента в достижении гендерного равенства в контексте Пекин +20». С 2015 по 2018 год Акназарова Членом Совета директоров ОАО "ФинансКредитБанк КАБ. В 2019 году стала профессором кафедры Института социального развития и предпринимательства. 6 декабря в 2019 году назначена членом Совета директоров Агентства по защите депозитов сроком на 5 лет в качестве независимого эксперта в области банковского дела.
Роза Акназарова является членом Экспертного совета Высшей аттестационной комиссии Кыргызской Республики.
Автор 7 монографий, 5 учебников, более 60 научных публикаций. Под её руководством выпущено 5 кандидатов наук. В сферу её научных интересов входит разработка теоретических и методологических проблем сельскохозяйственной науки, в частности, макро- и микроэкономические аспекты финансирования, реформы аграрного сектора, трудовых отношений, социального партнерства и социальной мобилизации, рынка труда, безработицы, крестьянской кооперации. Государственный советник Кыргызской Республики 2 ранга.
На парламентских выборах 2021 года баллотировалась в депутаты в составе политической партии «Азаттык».
Свободно владеет кыргызским, русским и английским языками

## Личная жизнь
Семья
Замужем и имеет двоих детей. Муж — Таштанбек Мамырбеков, экономист. Сын — Семетей Таштанбеков.
Её отец — Акназаров Корчубек Акназарович. Герой Социалистического Труда. Сестра — Акназарова Калима Корчубековна, бывший заместитель Председателя Верховного суда КР.
Сестра — Акназарова Айнаш Корчубековна. Сестра — Акназарова Жылдыз Корчубековна. Сестра — Акназарова Кундуз Корчубековна. Брат — Акназаров Алмаз Корчубекович.
Хобби
В свободное время Роза Акназарова учит языки, играет в теннис, занимается ай-кидо, плаванием, катается на велосипеде и бегает по утрам.

## Труды
- Рынок и экономическая политика. Б., 1998
- Социально-экономические проблемы аграрной реформы. Б., 1999
- Формирование и эффективное развитие финансовой системы аграрного сектора Кыргызстана. Б., 2002
- Экономическая эффективность аграрного сектора в условиях формирования рыночной финансовой системы. Б., 2004